# 月形村 (群馬県)
月形村（つきがたむら）は群馬県の南西部、甘楽郡に属していた村。

## 地理
- 河川：南牧川、大仁田川

## 歴史
- 1889年（明治22年）4月1日 町村制施行により、大日向村、六車村、大仁田村が合併し北甘楽郡月形村が成立する。
- 1950年（昭和25年）4月1日 北甘楽郡が甘楽郡と改称する。
- 1955年（昭和30年）3月15日 磐戸村、尾沢村と合併し南牧村を新設する。